# Cechenena
Cechenena is een geslacht van vlinders uit de onderfamilie Macroglossinae van de familie pijlstaarten (Sphingidae) .

## Soorten
- Cechenena aegrota (Butler, 1875)
- Cechenena helops (Walker, 1856)
- Cechenena lineosa lineosa (Walker, 1856)
- Cechenena lineosa (Walker, 1856)
- Cechenena minor (Butler, 1875)
- Cechenena mirabilis (Butler, 1875)
- Cechenena pollux (Boisduval, 1875)
- Cechenena subangustata Rothschild, 1920
- Cechenena transpacifica Clark, 1923

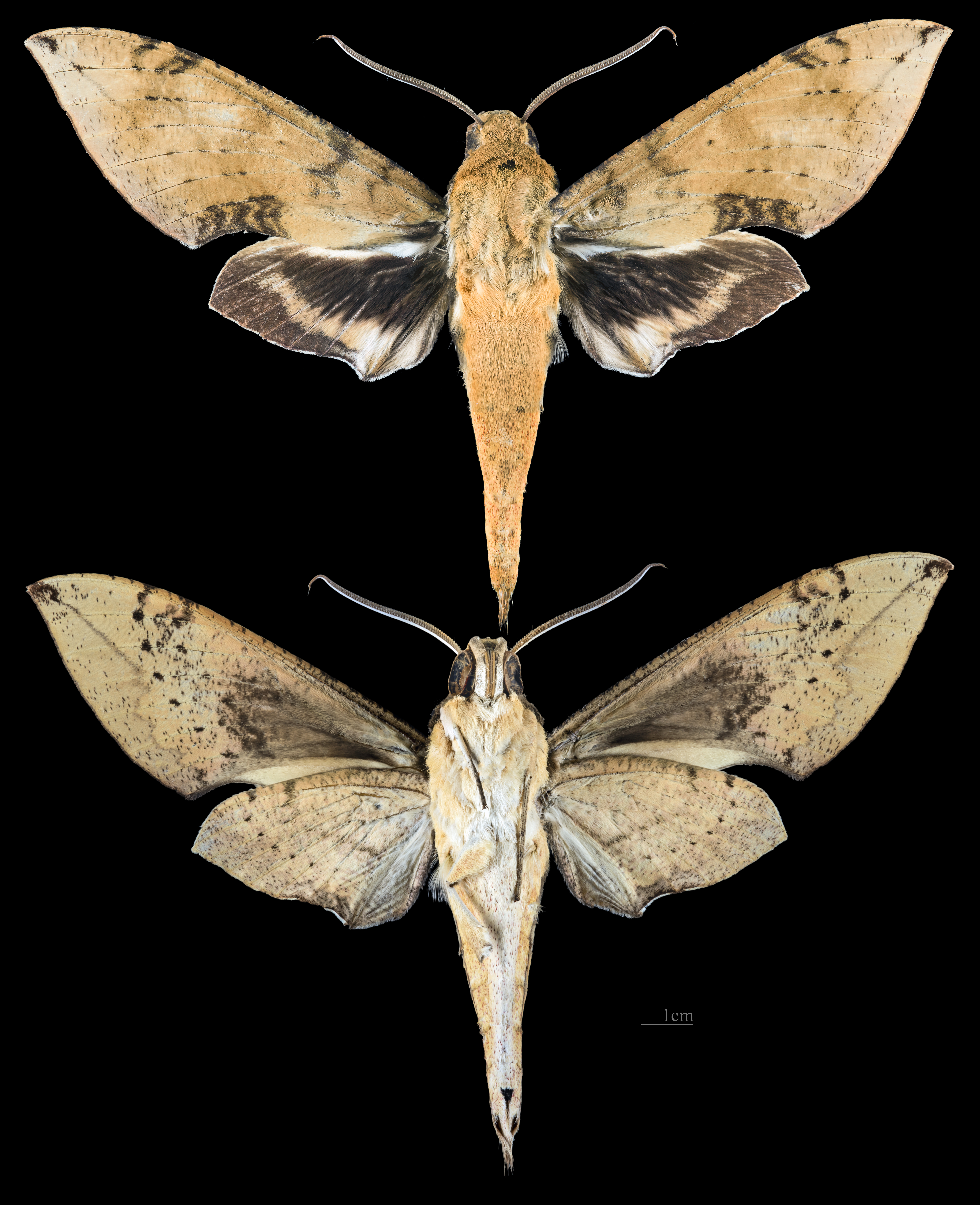
Cechenena aegrota
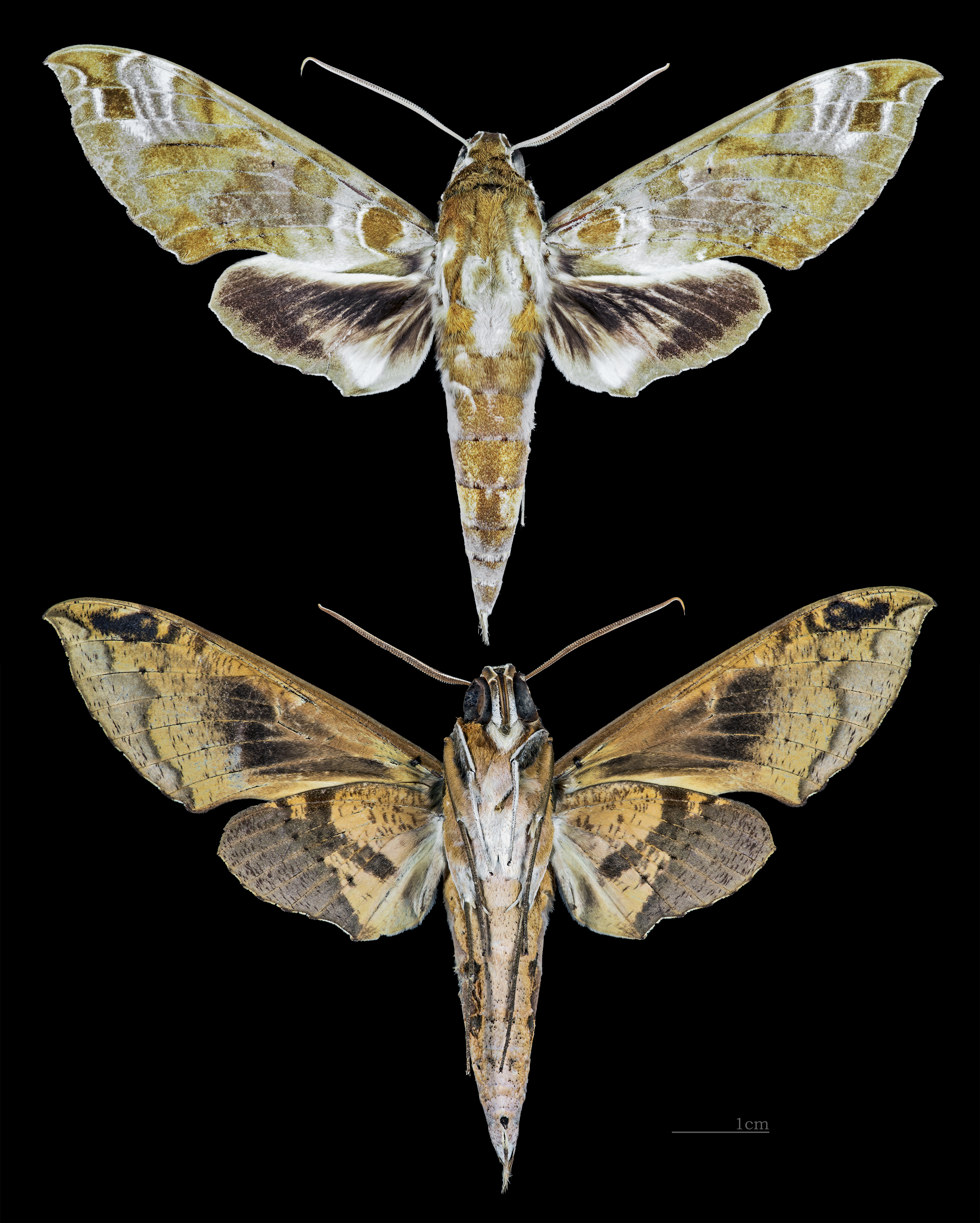
Cechenena helops
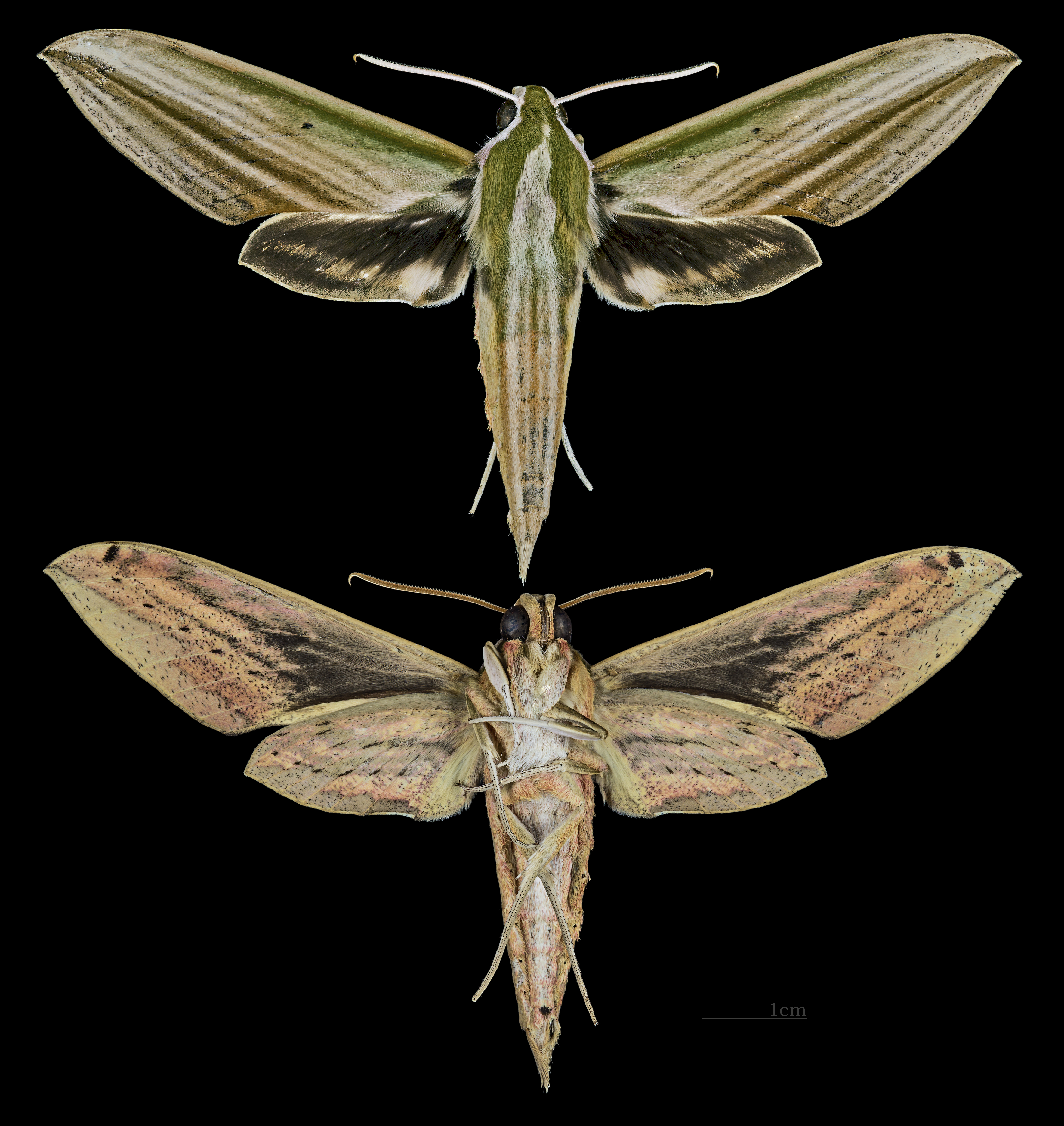
Cechenena lineosa
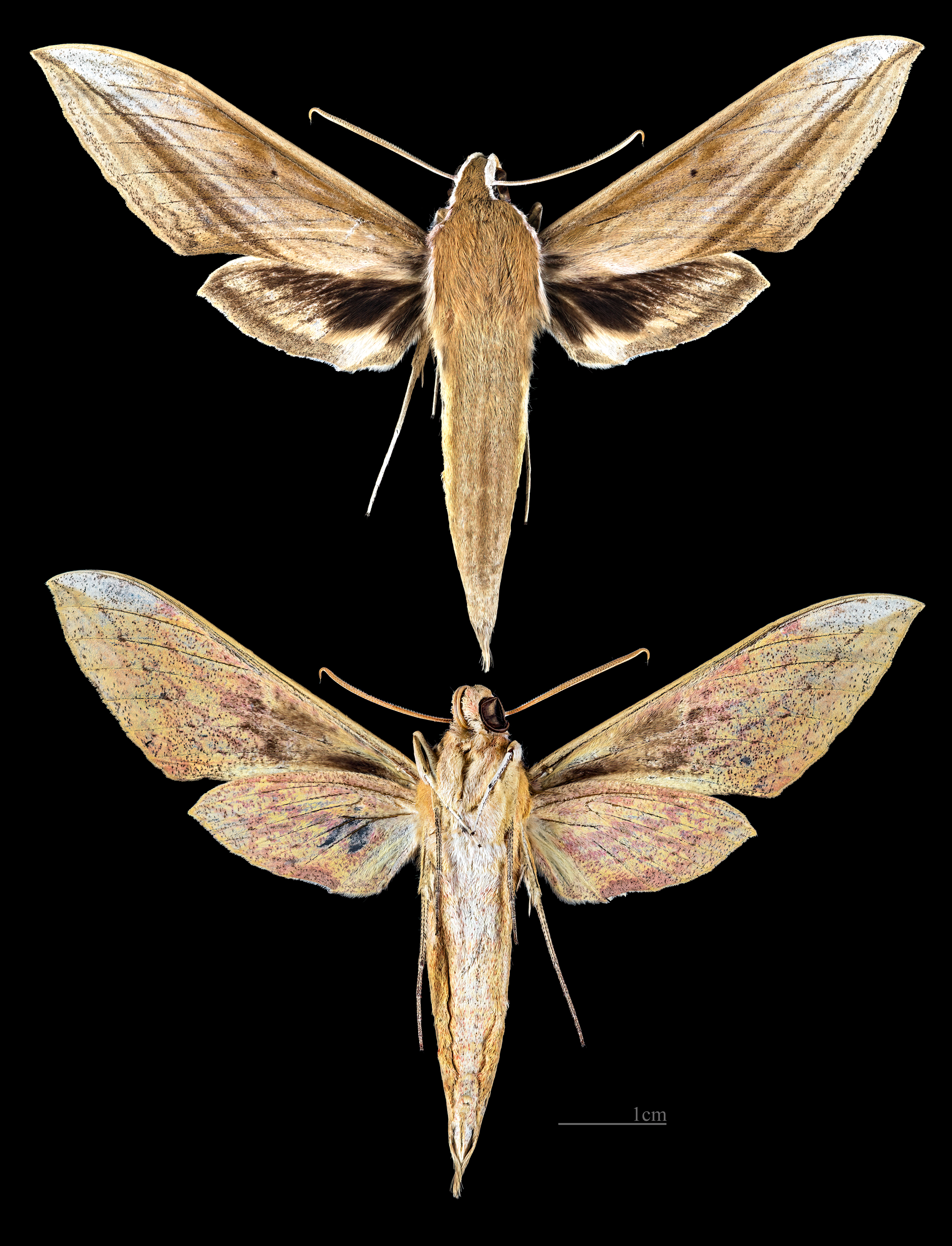
Cechenena minor
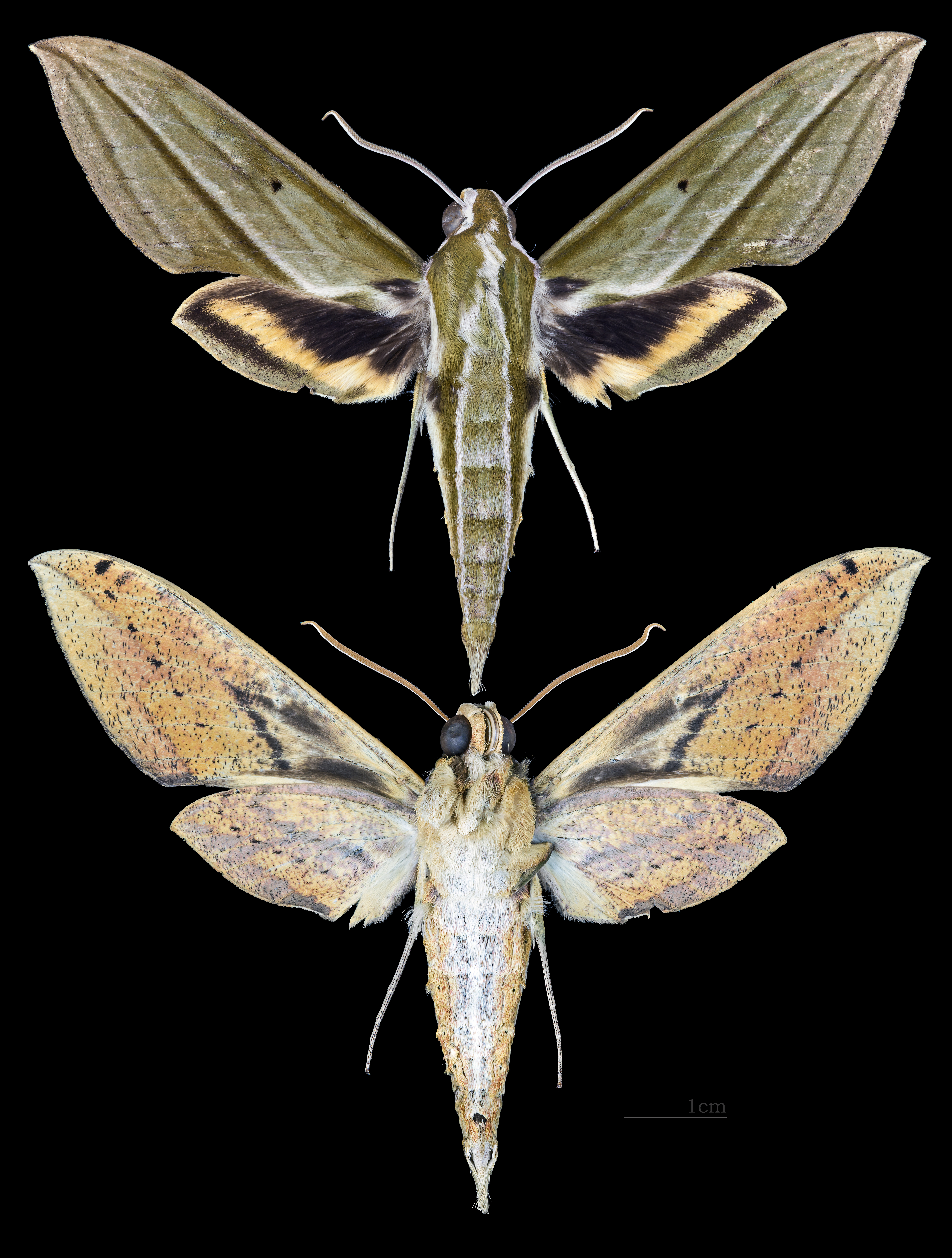
Cechenena pollux
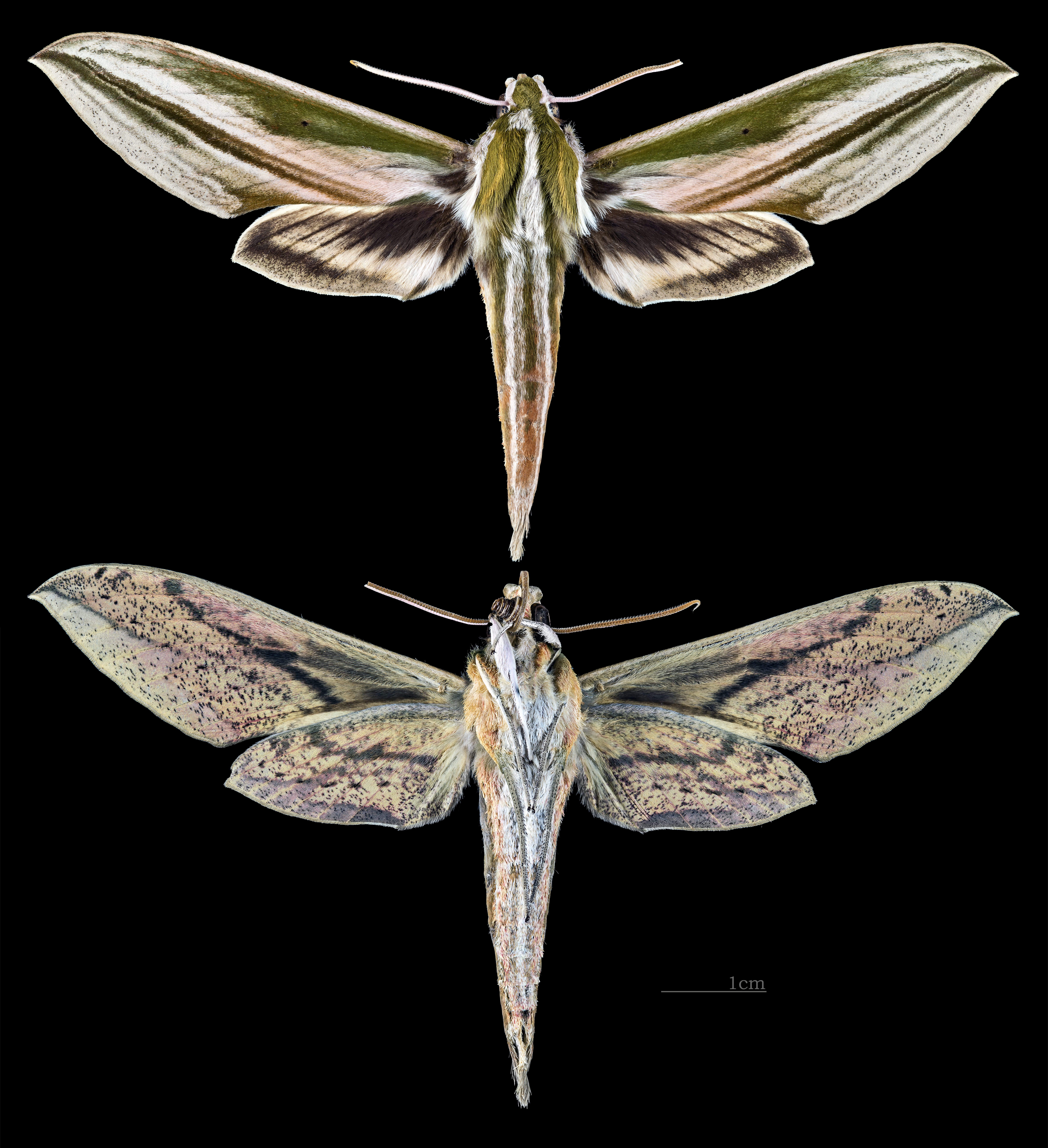
Cechenena scotti
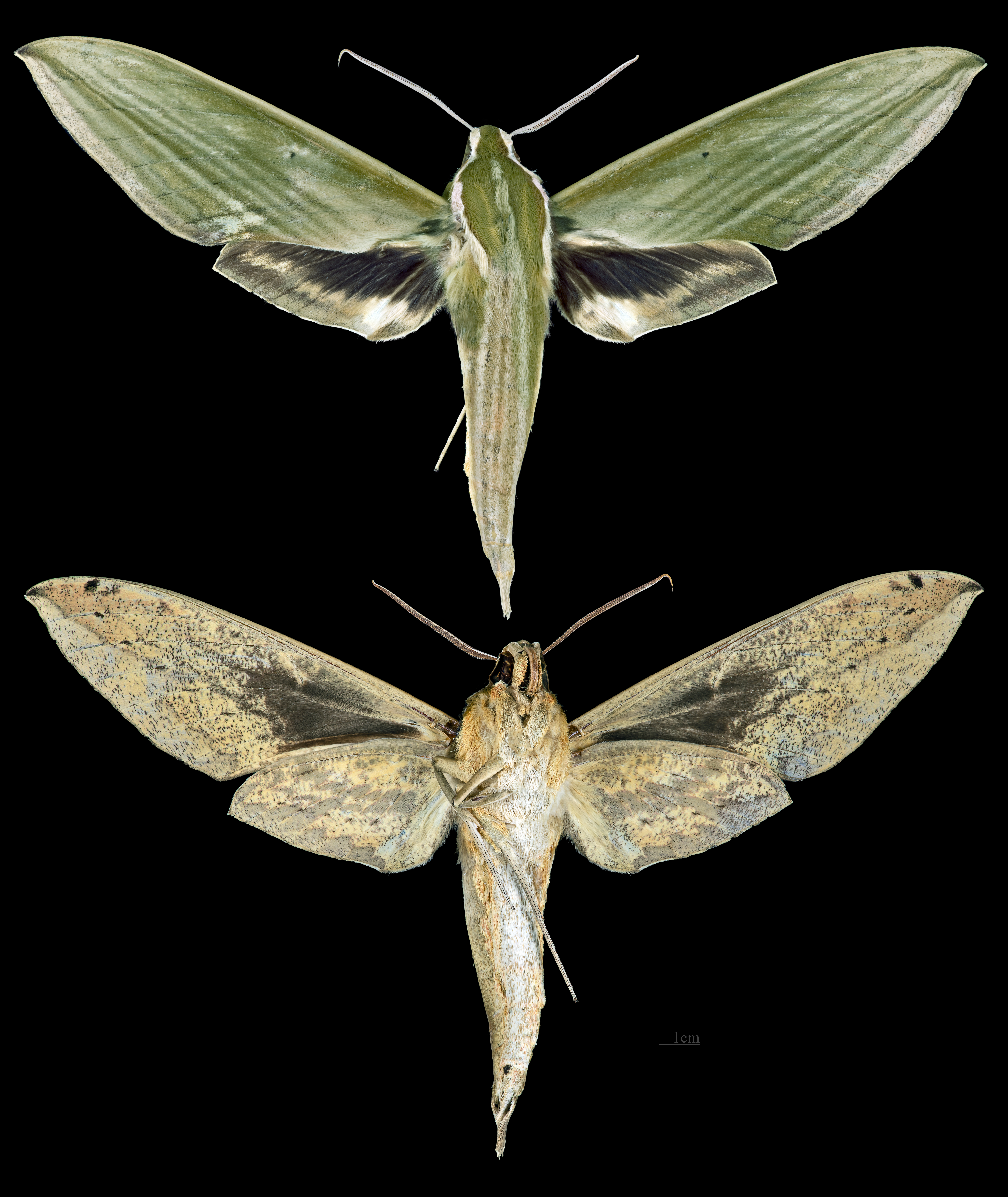
Cechenena subangustata
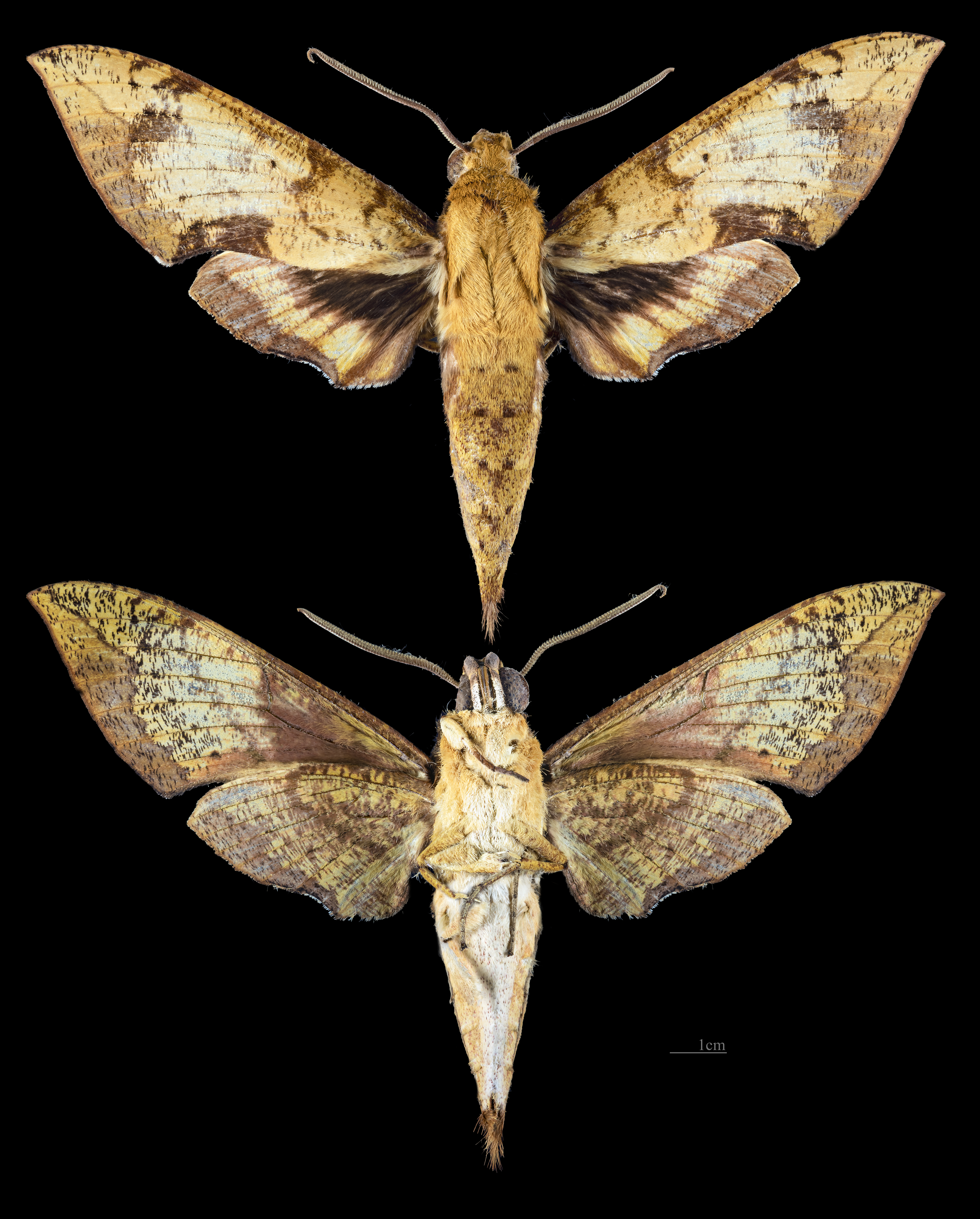
Cechenena transpacifica